# كريولة

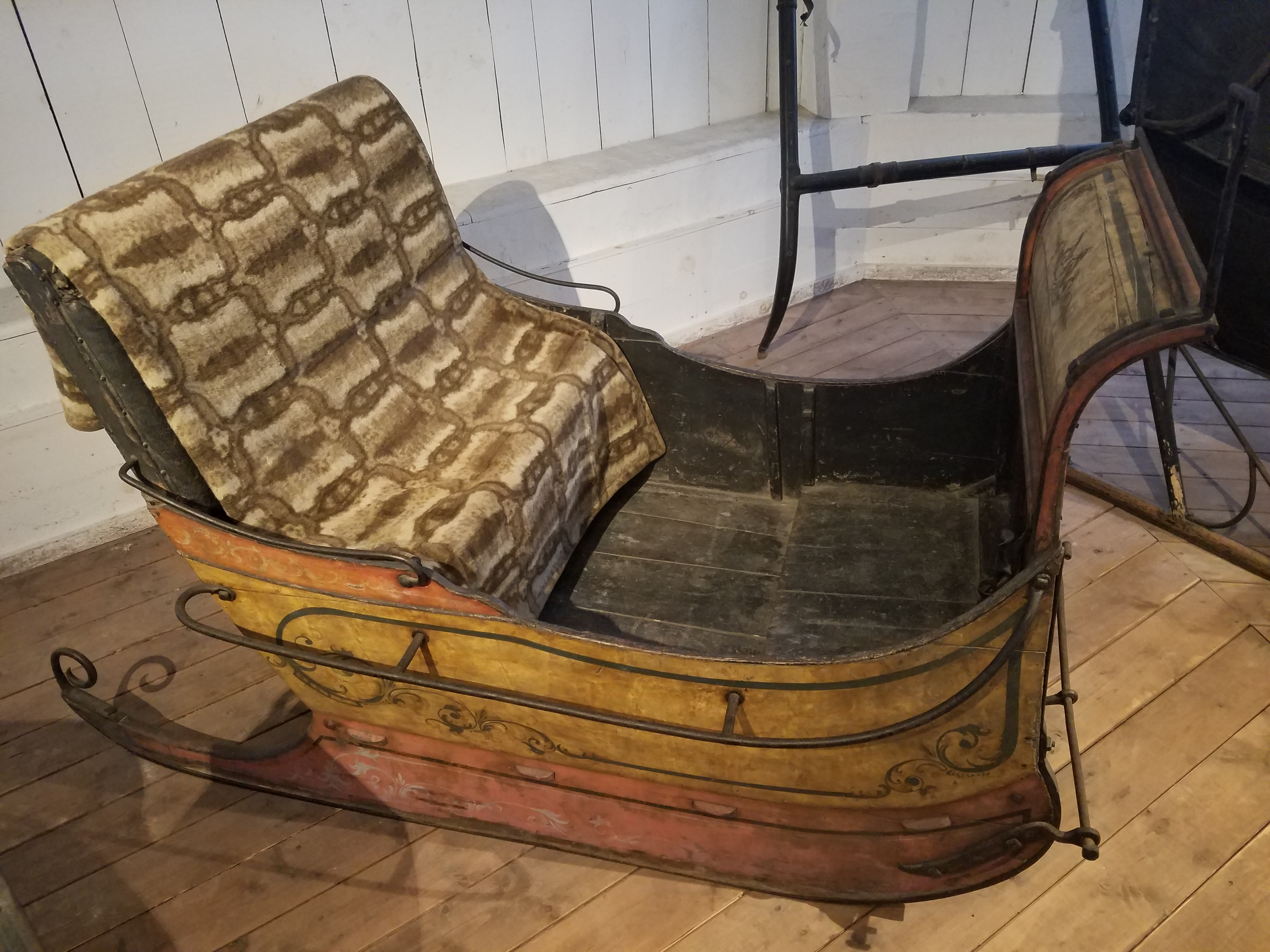

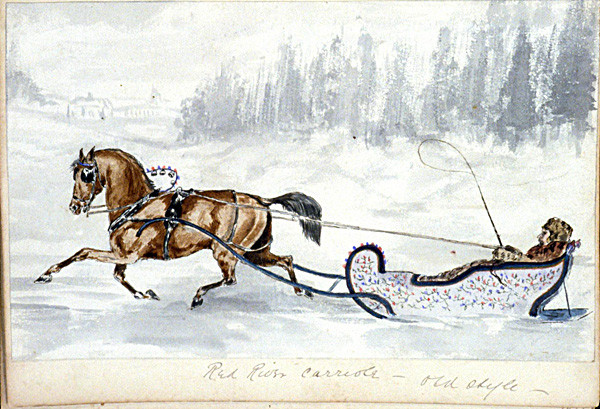
كريولة كندية من القرن التاسع عشر

الكَرْيُولة نوعٌ من العربات المستخدمة في القرنين الثامن عشر والتاسع عشر. كانت مركبة خفيفة صغيرة ذات عجلتين أو أربع عجلات مفتوحة أو مغطاة يجرها حصان واحد. يستخدم المصطلح أيضًا لعربة مغطاة بالضوء أو مزلقة تجرها الكلاب. الاسم فرنسي مشتق من اللاتينية carrus ، مركبة.